# Нора Міао
Нора Міао, справжнє ім'я Мяо Кесю (кит.: 苗可秀; *8 лютого 1952, Гонконг) — китайська акторка кіно, телеведуча, відома за участь у кун-фу-фільмах.

## Життєпис
Народилася Мяо Кесю у 1952 році у Гонконзі. Її батько працював в авіакомпанії. Тут здобула освіту. У 1970 році зараховується до місцевої кінокомпанії Golden Harvest. З цього моменту вона стає Норою Міао. Згодом знімається у фільмах Брюса Лі в амплуа «панні Дракон». найбільш відомі її картини цього часу «Великий бос» (1971 рік), «Кулак люті» (1972 рік) і «Дракон переходить ріки» (1972 рік). Ходили чутки про те, що у неї з Брюсом Лі був роман. Кажуть, що у Нори був бой-френд, але під час зйомок «Кулак люті» Брюс Лі своєю турботою та увагою підкорив серце дівчини. Однак сама акторка не заперечує, але не підтверджує ці чутки. Коли вже через багато років після смерті Брюса, їй якось нагадали про колишніх чутках, вона тільки сумно всміхнулася, але знову промовчала.
У 1981 році разом із братом створила власну кінокомпанію. Всього у доробку акторки 37 кінофільмів. Зараз вона живе в Торонто, де наприкінці 1980-х і протягом 1990-х років вела на CFMT-каналі вечірне шоу для китайців. Зараз веде радіопрограму на радіо CCBC. Вона досі не вийшла заміж, якщо вдається, то відвідує могилу Брюса Лі. Історія їх відносин так і залишається таємницею.